# Soldàtskaia Balka
Soldàtskaia Balka - Солдатская Балка (rus) - és un khútor del krai de Krasnodar, a Rússia. Es troba al Caucas Nord, a la vora del riu Soldàtskaia, afluent del riu Urup, tributari del Kuban, a 19 km a l'oest d'Otràdnaia i a 197 km al sud-est de Krasnodar. Pertany a l'stanitsa de Podgórnaia Siniükha.